# Cobbia trefusiaeformis
Cobbia trefusiaeformis is een rondwormensoort uit de familie van de Xyalidae. De wetenschappelijke naam van de soort is voor het eerst geldig gepubliceerd in 1907 door Johannes Govertus de Man. Hij had ze ontdekt aan de oever van de Oosterschelde bij Yerseke.